# اسپیس وان
اسپیس وان (انگلیسی: Space One)، یک سازنده ژاپنی صنایع هوافضایی، ارائه دهنده خدمات‌دهنده پرتاب و پایگاه فضایی است. این یک شرکت خصوصی پرواز فضایی است که در حال توسعه و راه اندازی موشک کایروس-۱ است که اولین پرواز ناموفق خود را در مارس ۲۰۲۴ انجام داد.